# Evil Genius (album)
| Recensione  | Giudizio |
| ----------- | -------- |
| Metacritic  | 76/100   |
| Consequence | C+       |
| Exclaim!    | 8/10     |
| HipHopDX    |          |
| NME         |          |
| Pitchfork   | 6,5/10   |

Evil Genius è il tredicesimo album in studio del rapper statunitense Gucci Mane, pubblicato il 7 dicembre 2018 dalle etichette discografiche Atlantic Records e GUWOP Enterprises. L'album presenta le apparizioni di Lil SKies, Kevin Gates, 21 Savage, Kodak Black e Bruno Mars, ed altri. La produzione del disco è stata gestita da Southside, Metro Boomin, Murda Beatz, Honorable C.N.O.T.E., OG Parker ed altri.
L'album è stato supportato da due singoli: Solitaire, in collaborazione coi Migos e Lil Yachty, e Wake Up in the Sky, con Bruno Mars e Kodak Black.

## Antefatti
Poco dopo una settimana dalla pubblicazione del suo dodicesimo album El Gato: The Human Glacier, Gucci Mane annunciò il nome del suo prossimo album, The Evil Genius.
Durante un'intervista rilasciata per Billboard, Gucci Mane, a proposito del suo tredicesimo album, disse:
In un'intervista con Zane Lowe, ha rivelato che le produzioni dell'album è curata da Metro Boomin, Southside ed Honorable C.N.O.T.E. e che inoltre l'album presentea le collaborazioni di Offset, Quavo, 21 Savage, Kevin Gates e YoungBoy Never Broke Again.
Il 6 novembre 2018 fu annunciata la data di pubblicazione dell'album, insieme alla tracklist.
Il 27 novembre seguente, tramite Instagram, fu rivelata la copertina dell'album, con un breve teaser dell'album su Twitter.

## Tracce
Crediti adattati da BMI e ASCAP.
1. Off the Boat – 3:45 (testo: Radric Davis, David Cunningham, Jamarii Massey, Nick Seeley – musica: Dun Deal, Marii Beatz, Seeley)
2. Be Myself – 2:54 (testo: Davis, Massey, Trae McGee – musica: Marii Beatz, Bone The Producer)
3. BiPolar (feat. Quavo) – 3:34 (testo: Davis, Joshua Parker, Grant Decouto, Samuel Jimenez, Quavious Marshall – musica: OG Parker, Deko, Smash David)
4. Just Like It (feat. 21 Savage) – 3:03 (testo: Davis, Carlton Mays, Jr., Robert Mandell, Shayaa Abraham-Joseph – musica: Honorable C.N.O.T.E., G Koop)
5. Cold Shoulder (feat. YoungBoy Never Broke Again) – 3:19 (testo: Davis, Isaac Bynum, Kentrell Gaulden – musica: Earl the Pearll)
6. On God – 2:06 (testo: Davis, Joshua Luellen, Dwan Avery – musica: Southside, DY)
7. Father's Day – 1:51 (testo: Davis, Leland Wayne, Andre Proctor – musica: Metro Boomin, Dre Moon)
8. Outta Proportion – 2:24 (testo: Davis, Chris Rosser – musica: Quay Global)
9. Lost Y'all Mind (feat. Quavo) – 2:35 (testo: Davis, Marshall, Courtland Johnson – musica: Spiffy Global)
10. I'm Not Goin' (feat. Kevin Gates) – 3:16 (testo: Davis, Shane Lindstrom, Rasool Diaz, Kevin Gilyard – musica: Murda Beatz, Sool Got Hits)
11. Wake Up in the Sky (feat. Bruno Mars e Kodak Black) – 3:23 (testo: Davis, Bruno Mars, Dieuson Octave, Chance Youngblood, Dwan Avery, Jeff LaCroix – musica: Tarentino, DY, Tre Pounds, Mars)
12. Solitaire (feat. Migos e Lil Yachty) – 2:16 (testo: Davis, Grant Dickinson, Daryl McPherson, Marshall, Kirshnik Ball, Miles McCollum – musica: Lab Cook, DJ Durel, Quavo)
13. This the Night – 2:48 (testo: Davis, Luellen, Roberto Curti – musica: Southside, Swede)
14. Mad Russian (feat. Lil Skies) – 2:21 (testo: Davis, Lindstrom,  Masamune Kudo, Kimetrius Foose – musica: Murda Beatz, Rex Kudo)
15. Hard Feelings – 2:46 (testo: Davis, Luellen, Kevin Gomringer, Tim Gomringer – musica: Southside, Cubeatz)
16. Lord – 2:34 (testo: Davis, Luellen, Avery – musica: Southside, DY)
17. Money Callin – 2:46 (testo: Davis, Johnson – musica: Spiffy Global)
18. Kept Back (feat. Lil Pump, bonus track) – 2:57 (testo: Davis, Lindstrom, Gazzy Garcia – musica: Murda Beatz)

## Formazione
Crediti adattati da Tidal.
- Eddie "eMIX" Hernandez – missaggio (tracce 7, 15)
- Kori Anders – missaggio (traccia 12)
- Colin Leonard – mastering (tracce 7, 12, 15)

## Classifiche
| Classifica (2018)         | Posizione massima |
| ------------------------- | ----------------- |
| Belgio (Fiandre)          | 142               |
| Canada                    | 15                |
| Francia                   | 149               |
| Paesi Bassi               | 49                |
| Stati Uniti               | 5                 |
| Stati Uniti (R&B/Hip-Hop) | 3                 |